# Archidiocèse de Belgrade
L’archidiocèse de Belgrade (en latin : Archidioecesis Belogradensis ; en croate et en serbe : Beogradska nadbiskupija ; en hongrois : Belgrádi főegyházmegye) est un archidiocèse de l’Église catholique dont le siège est à Belgrade en Serbie.
Depuis 2022, l’archevêque de Belgrade est Ladislav Nemet.
L’archevêque représente l’épiscopat de Serbie en qualité d’observateur à la Commission des épiscopats de l’Union européenne (COMECE).

## Histoire
- IXe siècle : établissement du diocèse de Belgrade
- 23 décembre 1729 : unification avec le diocèse de Smederevo
- 29 octobre 1924 : élévation au rang d’archidiocèse de Belgrade
- 16 décembre 1986 : élévation au rang d’archidiocèse métropolitain de Belgrade

## Évêques et archevêques
- Évêques de Belgrade (rite romain)
  - Jozef Ignác de Vilt (22 décembre 1800 – 26 août 1806)
  - Stefan Cech (26 septembre 1814 – 8 janvier 1821)
  - Venceslao Soic (23 décembre 1858 – 8 janvier 1869)
  - Giovanni Paolesic (4 juillet 1871 – 1893)
- Archevêques de Belgrade (rite romain)
  - Ivan Rafael Rodić (en), O.F.M. (29 octobre 1924 – 28 novembre 1936)
  - Josip Antun Ujcic (28 novembre 1936 – 24 mars 1964)
  - Gabriel Bukatko (en) (24 mars 1964 – 4 mars 1980)
  - Alojz Turk (4 mars 1980 – 16 décembre 1986)
- Archevêque de Belgrade (rite romain)
  - Franc Perko (16 décembre 1986 – 31 mars 2001)
  - Stanislav Hočevar, S.D.B. (31 mars 2001 – 5 novembre 2022)
  - Ladislav Nemet, S.V.D. (5 novembre 2022 - )

## Diocèses suffragants
- Subotica
- Zrenjanin

## Édifices religieux
Deux cathédrales sont situées à Belgrade, capitale de la Serbie : la cathédrale de la Bienheureuse-Vierge-Marie (en) et la cocathédrale du Christ-Roi (en), située rue Krunska. Subotica possède un couvent franciscain dédié à saint Michel.

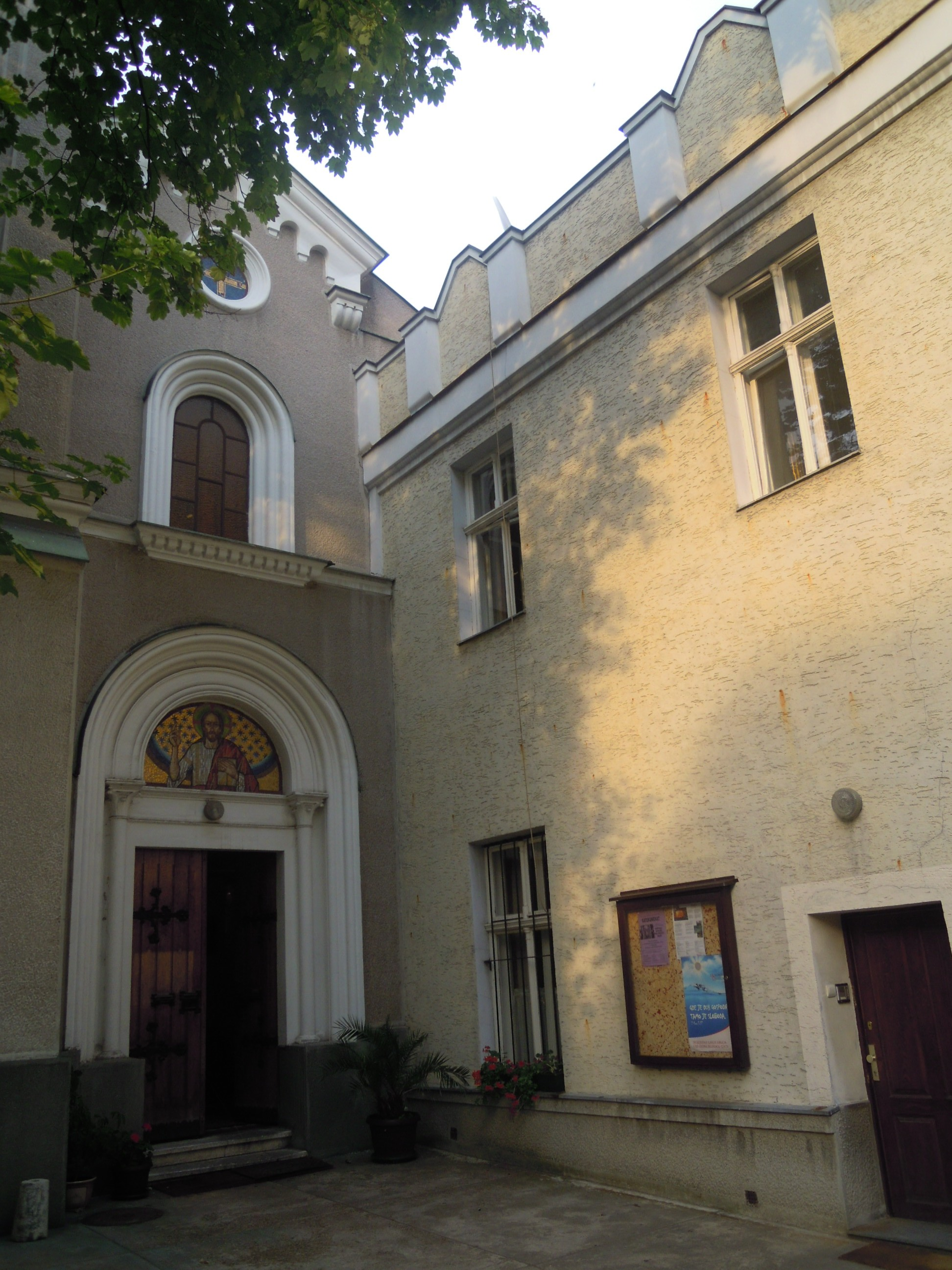
La cocathédrale du Christ-Roi (en) de Belgrade.
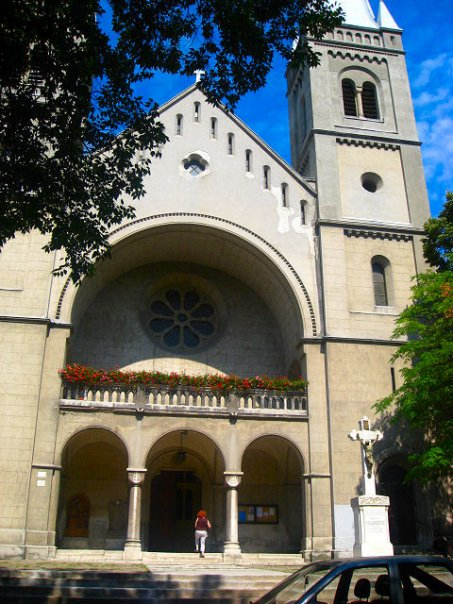
L’église du couvent franciscain de Subotica.